# Уинстенли, Джеррард
Джеррард Уинстенли (англ. Gerrard Winstanley; 1609, Уиган, графство Ланкашир — 10 сентября 1676) — английский социалист-утопист XVII века, руководитель и идеолог движения диггеров.

## Биография
Родился в городе Уиган в семье торговца шёлка и бархата Эдуарда Уинстенли. Джеррард не получил систематического образования. С 1630 жил к середине 1640-х гг., ко времени установления в Англии республики. Прибегая к мистической аргументации, Уинстенли в многочисленных памфлетах (начиная с «Нового закона справедливости», 1649) изложил своё социальное учение, составными частями которого являются «закон социальной справедливости», обоснование необходимости демократического аграрного переворота, проект «Свободной Республики». «Новым законом справедливости» Уинстенли назвал бесклассовое общество, не знающее частной собственности, денег, купли-продажи, работы по найму, имущих и неимущих. Установлению этого «закона» должен был предшествовать демократический аграрный переворот, предусматривавший право бедняков безвозмездно обрабатывать общинные пустоши, а также освобождение копигольда и превращение его во фригольд. Выступал за самоуправление городов и против централизации. Призывал бедные общины Англии восстать для защиты собственных прав и интересов. В сочинении «Закон свободы» выразил критику тогдашнего олигархического строя, а также представил проект конституции, которая могла бы установить справедливое общественное устройство не в далёком будущем, но в любой ближайший момент. Главным условием Уинстенли считал отмену частной собственности, которую он понимал как право богачей присваивать себе землю. Многие идеи Уинстенли впоследствии были развиты Уильямом Годвином и Прудоном.
Осуществление аграрного переворота Уинстенли считал непременным условием победы республики над монархией. В 1649 Уинстенли возглавил выступление диггеров («истинных левеллеров», в отличие от последователей Лильбёрна), крайне левого крыла революционной демократии в период Английской буржуазной революции XVII века, которые выражали интересы городской и особенно деревенской бедноты и выступали за совместную обработку общинных земель. Выступление знаменовало кульминационный пункт развития революционно-демократического движения в Англии в середине XVII века. Уинстенли стал одним из первых выразителей интересов экспроприированных народных масс.
Основал близ местечка Кобем колонию диггеров, ставшую первым в новой истории коммунистическим экспериментом. После разгрома колонии (весна 1650) Уинстенли написал своё идеологическое завещание — коммунистическую утопию «Закон свободы» (1652), в которой впервые отчётливо связал социальные идеалы коммунистического общества с чаяниями бедноты, а свободу гражданина характеризовал прежде всего как свободу от нужды. Сочинение проникнуто идеями «уравнительного коммунизма», который Уинстенли пытался претворить в жизнь мирными методами. В предисловии, в форме обращения к Кромвелю, автор дает резкую критику существующих порядков; в первых трех главах изложены теоретические рассуждения о свободе и о монархическом и республиканском образе правления; с четвёртой главы начинается картина идеального общественного устройства. Главные черты его таковы: земля общая; в промышленности господствует домашнее производство; распределение происходит при помощи общественных магазинов; обучение и труд всеобщи и обязательны; центральная власть — в руках парламента, местная — в руках различных должностных лиц; войско и духовенство имеются, но обязанность последнего ограничивается просвещением народа, ибо религии, основанной на сверхчувственном, не существует; брак свободен и совершается без всяких формальностей; он обязателен в случае доказанной связи, приведшей к рождению ребёнка; наказания, вплоть до смертной казни, существуют; высшие наказания постигают уличенных в купле и продаже; золото и серебро, как и у Мора, идут только на утварь.
Остаток жизни Уинстенли провел среди квакеров и частью проникся их воззрениями.
В обосновании своего социально-политического идеала Уинстенли не вполне освободился от теологии, но в основном перешел на позиции рационализма и трактовал теорию естественного права в духе решительного отрицания частной собственности. Материалистически истолковывал вопросы этики и морали. Черты реально существовавшего тогда в Англии способа производства сочетаются у Уинстенли с коммунистическим принципом распределения путём прямого продуктообмена. Политический идеал Уинстенли — последовательно демократическая республика.
С большой долей вероятности устанавливается влияние сочинений Уинстенли, и прежде всего его «Закона свободы», на так называемые кооперативные утопии Уильяма Ковелла «Декларация парламенту» (1659 г.) и Питера Корнелиуса Плокбоя «Путь, предложенный с целью сделать бедных этой нации счастливыми» (1659 г.). Имеются основания считать, что сочинения Уинстенли были известны и читались и в XVIII веке, в частности экземпляр «Закона свободы» был подарен Генри Филдингу.
Имя Уинстенли (в написании «Уинстлей») находилось на обелиске в честь социальных мыслителей в Александровском саду возле стен Московского Кремля.
В 1975 году в Великобритании к 300-летию смерти Уинстенли режиссёр Кевин Браунлоу снял чёрно-белый фильм «Уинстенли».

## Произведения
На рус. яз. :
- The works…, lthaca — N. Y., 1941; в рус. пер. — Джерард Уинстенли. Избранные памфлеты / Пер. с английского Е. Г. Денисовой. М. — Л., 1950.
- Памфлеты в: Прутцков Г. В. Ведение в мировую журналистику. Антология в двух томах

На англ.яз. :
- A Declaration from the Poor Oppressed People of England Winstanley & 44 others (1649) backup
- The True Levellers' Standard Advanced by Winstanley & 14 others (April 1649) backup
- The Law of Freedom in a Platform by Gerrard Winstanley